# Energia di ionizzazione

Le tendenze energetiche di ionizzazione tracciate contro il numero atomico.

L'energia di ionizzazione di un atomo o di una molecola è l'energia minima richiesta per allontanare un elettrone e portarlo a distanza infinita, allo zero assoluto, e in condizioni di energia cinetica nulla. Quindi l'energia necessaria per far avvenire il seguente processo:
X(g) → X+(g) + e−   I1
Avendo impiegato nella definizione energia minima richiesta si vuole intendere che, se non specificato, ci si riferisce al processo in cui il catione generato si troverà nel suo stato fondamentale. In altri termini si può dire che l'energia di ionizzazione è la differenza di energia tra la specie X+(g) e X(g).
L'energia di ionizzazione viene talvolta chiamata EI1 o più spesso semplicemente I1; i pedici stanno ad indicare che si tratta dell'energia di prima ionizzazione.

In maniera analoga si definiscono le successive:
X+(g) → X2+(g) + e−   I2
X2+(g) → X3+(g) + e−   I3
e così via.
Quanto più un catione è carico positivamente, tanto più difficile è strappare un ulteriore elettrone, di conseguenza I1 << I2 << I3 e così via.
Per gli atomi il numero delle energie di ionizzazione è uguale a quello dei loro elettroni, quindi anche al loro numero atomico. Le molecole invece tendono a dissociarsi se private di elettroni, quindi in genere non si può andare oltre la prima o talvolta la seconda energia di ionizzazione.
L'unità di misura con cui vengono espresse è quasi sempre l'elettronvolt, eV, più raramente si usano i kJ/mol. La ionizzazione sia di un atomo che di una molecola è un processo endotermico e quindi le energie di ionizzazione sono sempre positive.
La tecnica più importante per la sua misura è la spettroscopia fotoelettronica.

## Atomi

### Dati sperimentali
L'energia di prima ionizzazione è una proprietà periodica. Muovendosi lungo un periodo della tavola periodica da sinistra verso destra I1 aumenta, mentre scendendo in uno stesso gruppo diminuisce. Vi è molta regolarità in questo andamento nei blocchi principali.
| Gruppo  | 1          | 2          |  |  | 13         | 14         | 15         | 16         | 17          | 18          |
| Periodo |            |            |  |  |            |            |            |            |             |             |
| 1       | H 13,59844 |            |  |  |            |            |            |            |             | He 24,58741 |
| 2       | Li 5,39172 | Be 9,32263 |  |  | B 8,29803  | C 11,26030 | N 14,53414 | O 13,61806 | F 17,42282  | Ne 21,56454 |
| 3       | Na 5,13908 | Mg 7,64624 |  |  | Al 5,98577 | Si 8,15169 | P 10,48669 | S 10,36001 | Cl 12,96764 | Ar 15,759   |
| 4       | K 4,34066  | Ca 6,11316 |  |  | Ga 5,99930 | Ge 7,899   | As 9,8152  | Se 9,75238 | Br 11,81381 | Kr 13,99961 |
| 5       | Rb 4,17713 | Sr 5,69484 |  |  | In 5,78636 | Sn 7,34381 | Sb 8,64    | Te 9,0096  | I 10,45126  | Xe 12,12987 |
| 6       | Cs 3,89390 | Ba 5,21170 |  |  | Tl 6,10829 | Pb 7,4167  | Bi 7,2855  | Po 8,41671 | At 9,2      | Rn 10,74850 |
| 7       | Fr 4,0712  | Ra 5,27892 |  |  |            |            |            |            |             |             |

Tutti i valori sono espressi in elettronvolt, e sono stati tratti dal database del NIST.

Si vede quindi che gli elementi con la più elevata energia di ionizzazione sono quelli posizionati in alto a destra nella tavola periodica (i tre valori maggiori si hanno rispettivamente per He, Ne e F). Mentre in posizione opposta vi sono gli elementi più facilmente ionizzabili (Cs, Fr e Rb).
La periodicità risulta ancora più evidente se si mettono in grafico questi dati:
Si nota che le uniche eccezioni nell'andamento generale si hanno passando dagli atomi del gruppo 2 a quelli del gruppo 13 e dagli atomi del gruppo 15 a quelli del gruppo 16: queste sono dovute alla superiore stabilità che mostrano una configurazione con il solo orbitale s completo (elementi del gruppo 2) o con l'orbitale s completo e ciascuno degli orbitali p riempito con un elettrone (elementi del gruppo 15). Queste irregolarità comunque tendono a smorzarsi all'aumentare del numero atomico.

Nel blocco d la periodicità è ancora presente, anche se l'andamento è meno regolare.
| Gruppo  | 3          | 4          | 5          | 6          | 7          | 8          | 9          | 10        | 11         | 12          |
| Periodo |            |            |            |            |            |            |            |           |            |             |
| 4       | Sc 6,56144 | Ti 6,8282  | V 6,746    | Cr 6,76664 | Mn 7,43402 | Fe 7,9024  | Co 7,8810  | Ni 7,6398 | Cu 7,72638 | Zn 9,3940   |
| 5       | Y 6,217    | Zr 6,63390 | Nb 6,75885 | Mo 7,09243 | Tc 7,28    | Ru 7,36050 | Rh 7,45890 | Pd 8,3369 | Ag 7,57624 | Cd 8,9937   |
| 6       | La 5,5770  | Hf 6,82507 | Ta 7,89    | W 7,98     | Re 7,88    | Os 8,7     | Ir 9,1     | Pt 9,0    | Au 9,22567 | Hg 10,43750 |

Ancora una volta risulta più chiaro esprimere i valori in un grafico per cogliere gli aspetti più salienti.
L'energia di ionizzazione anche in questo caso aumenta muovendoci da sinistra verso destra lungo uno stesso periodo. Scendendo nei gruppi vi è però una notevole differenza nell'andamento rispetto a quanto avviene nei blocchi principali. In particolare le I1 sono insolitamente elevate per gli elementi del sesto periodo, tanto che il metallo con la più alta energia di ionizzazione nel dodicesimo gruppo non è lo zinco come ci si aspetterebbe in base all'andamento generale, bensì il mercurio; in analogia con i precedenti si notano inoltre un minimo per gli elementi del gruppo 3 e un massimo per gli elementi del gruppo 12 (dovuto al completo riempimento degli orbitali d), ma situazioni intermedie più complesse che quelle viste per i gruppi precedenti.
Viene di seguito riportato un grafico complessivo in cui si raccolgono le I1 per gli atomi di tutti gli elementi fino al radio, comprendendo anche quelli del blocco f che finora sono stati trascurati.
L'aspetto che più colpisce anche in questo grafico è il comportamento del mercurio, che presenta un'energia molto anomala per la sua posizione, quasi uguale a quella del gas nobile che lo segue.

### Interpretazione teorica
Si può render conto in maniera estremamente accurata dei dati sperimentali riportanti sopra tentando di risolvere esattamente l'equazione di Schrödinger per ogni atomo e il relativo catione. La differenza delle energie risultanti corrisponderebbe all'energia di ionizzazione. Per gli atomi pesanti sarebbe necessario introdurre le correzioni relativistiche.
Non è però conveniente seguire questa strada per offrire un quadro interpretativo generale. È invece vantaggiosa una trattazione basata sull'approssimazione orbitalica, risolvendo quindi l'equazione di Schrödinger con il metodo di Hartree-Fock. In questo modo si potrà descrivere la struttura elettronica degli atomi sfruttando il fecondo concetto di configurazione elettronica. Una stima delle energie di ionizzazione, in accordo con il teorema di Koopmans, sarà data dall'energia dell'orbitale occupato ad energia più elevata cambiata di segno.
Se prendiamo per esempio l'atomo di ossigeno, per cui la configurazione elettronica fondamentale è 1s22s22p4, l'orbitale occupato a maggior energia è il 2p, quindi dal teorema di Koopmans si avrà:
I(O) = −ε2p
dove ε2p è l'energia dell'orbitale 2p per l'atomo di ossigeno.
L'accordo quantitativo tra i valori calcolati e quelli misurati non è molto buono, per esempio per gli elementi del secondo periodo gli errori vanno da circa l'1% a circa il 20%. In compenso nei risultati dei calcoli si rispecchia bene l'andamento qualitativo generale, si possono quindi impiegare le configurazioni elettroniche come strumento di interpretazione teorica.
Questa via si presta ad una trattazione qualitativa che non necessita lo svolgimento dei calcoli, ma grazie a concetti come la schermatura e la penetrazione degli orbitali, permette di offrire una giustificazione visualizzabile dei dati sperimentali.
La deduzione delle configurazioni elettroniche degli atomi può essere eseguita con relativa facilità seguendo il principio dell'Aufbau e il principio di esclusione di Pauli, in questo modo si potrà quasi sempre individuare l'orbitale occupato a maggior energia senza svolgere alcun calcolo. Per gli atomi del blocco s sarà l'orbitale ns (dove n è il periodo a cui appartiene l'atomo), per gli atomi del blocco p sarà l'orbitale np. Nel blocco d questa tendenza non sarà sempre rispettata, ma è vero in genere che l'orbitale occupato a più alta energia sarà l'nd.
Si potranno allora fare le seguenti considerazioni:
- Scendendo in un gruppo l'elettrone più esterno occupa un orbitale con numero quantico principale maggiore, che diviene quindi sempre meno penetrante, la carica nucleare sarà quindi sempre meglio schermata da tutti gli altri elettroni e si può così spiegare la diminuzione di I1.
- Spostandosi da sinistra verso destra in uno stesso periodo, ogni elettrone in più va a occupare orbitali appartenenti sempre allo stesso guscio e la schermatura da parte degli altri elettroni non sarà in grado di compensare l'aumento della carica nucleare. Questo può giustificare l'andamento di I1 lungo un periodo.
- Gli orbitali f schermano poco, questo fatto, che è all'origine della contrazione lantanoidea, è anche causa dell'aumento delle energie di ionizzazione passando dagli elementi del quinto a quelli del sesto periodo del blocco d.
- La diminuzione dell'energia di ionizzazione passando da Be a B si può spiegare considerando che nel berillio l'orbitale occupato a maggior energia è il 2s, mentre nel boro l'elettrone più esterno è in un orbitale 2p. Quindi si passa da un orbitale più penetrante a uno meno penetrante e l'aumento di carica nucleare non è sufficiente a compensare questo effetto.
- L'energia di ionizzazione dell'ossigeno è inferiore a quella dell'azoto contrariamente a quanto ci si aspetta dall'andamento generale. Se si eseguono i calcoli nell'approssimazione orbitalica (metodo HF) e si impiega il teorema di Koopmans non si riesce a spiegare questo fatto, i calcoli indicano un'energia di ionizzazione inferiore per l'azoto. Non ci si può quindi appigliare alle configurazioni elettroniche per giustificare quest'anomalia e sarà invece necessario risolvere l'equazione di Schrödinger impiegando un metodo avanzato. Se non si bada al rigore e si vuole interpretare quest'andamento sfruttando comunque le configurazioni elettroniche si può dire che per l'azoto si ha un sottoguscio semipieno, il 2p, in cui ogni elettrone è spaiato, quindi vi è una repulsione interelettronica relativamente scarsa. Nell'ossigeno invece due elettroni occupano lo stesso orbitale 2p e di conseguenza aumenta la loro energia. Si tratta di una forzatura.

Per cogliere le sottigliezze sarà inevitabile passare ad una descrizione più sofisticata della struttura atomica. Per esempio, la scarsa schermatura degli orbitali f e in misura minore di quelli d non è sufficiente a giustificare il valore di I1 per il mercurio. In questo caso giocano un ruolo importante gli effetti relativistici.

## Molecole

### Dati sperimentali
| | Molecola | I1 (eV)  |
| --- | -------- | -------- |
| Molecole diatomiche omonucleari |          |          |
| Per le molecole diatomiche omonucleari si nota che i valori delle I1 ricordano quelle dei rispettivi atomi. Si riconoscono però degli aumenti significativi nelle molecole H2 e N2 e meno marcati per P2 e C2. Per O2 e per le molecole degli alogeni il valore dell'energia di ionizzazione è minore rispetto a quello dei loro atomi. | H2       | 15,42593 |
| Per le molecole diatomiche omonucleari si nota che i valori delle I1 ricordano quelle dei rispettivi atomi. Si riconoscono però degli aumenti significativi nelle molecole H2 e N2 e meno marcati per P2 e C2. Per O2 e per le molecole degli alogeni il valore dell'energia di ionizzazione è minore rispetto a quello dei loro atomi. | O2       | 12,0697  |
| Per le molecole diatomiche omonucleari si nota che i valori delle I1 ricordano quelle dei rispettivi atomi. Si riconoscono però degli aumenti significativi nelle molecole H2 e N2 e meno marcati per P2 e C2. Per O2 e per le molecole degli alogeni il valore dell'energia di ionizzazione è minore rispetto a quello dei loro atomi. | N2       | 15,581   |
| Per le molecole diatomiche omonucleari si nota che i valori delle I1 ricordano quelle dei rispettivi atomi. Si riconoscono però degli aumenti significativi nelle molecole H2 e N2 e meno marcati per P2 e C2. Per O2 e per le molecole degli alogeni il valore dell'energia di ionizzazione è minore rispetto a quello dei loro atomi. | F2       | 15,697   |
| Per le molecole diatomiche omonucleari si nota che i valori delle I1 ricordano quelle dei rispettivi atomi. Si riconoscono però degli aumenti significativi nelle molecole H2 e N2 e meno marcati per P2 e C2. Per O2 e per le molecole degli alogeni il valore dell'energia di ionizzazione è minore rispetto a quello dei loro atomi. | Cl2      | 11,481   |
| Per le molecole diatomiche omonucleari si nota che i valori delle I1 ricordano quelle dei rispettivi atomi. Si riconoscono però degli aumenti significativi nelle molecole H2 e N2 e meno marcati per P2 e C2. Per O2 e per le molecole degli alogeni il valore dell'energia di ionizzazione è minore rispetto a quello dei loro atomi. | Br2      | 10,517   |
| Per le molecole diatomiche omonucleari si nota che i valori delle I1 ricordano quelle dei rispettivi atomi. Si riconoscono però degli aumenti significativi nelle molecole H2 e N2 e meno marcati per P2 e C2. Per O2 e per le molecole degli alogeni il valore dell'energia di ionizzazione è minore rispetto a quello dei loro atomi. | I2       | 9,3074   |
| Per le molecole diatomiche omonucleari si nota che i valori delle I1 ricordano quelle dei rispettivi atomi. Si riconoscono però degli aumenti significativi nelle molecole H2 e N2 e meno marcati per P2 e C2. Per O2 e per le molecole degli alogeni il valore dell'energia di ionizzazione è minore rispetto a quello dei loro atomi. | C2       | 11,4     |
| Per le molecole diatomiche omonucleari si nota che i valori delle I1 ricordano quelle dei rispettivi atomi. Si riconoscono però degli aumenti significativi nelle molecole H2 e N2 e meno marcati per P2 e C2. Per O2 e per le molecole degli alogeni il valore dell'energia di ionizzazione è minore rispetto a quello dei loro atomi. | P2       | 10,53    |
| Idruri |          |          |
| Per le seguenti molecole contenenti idrogeno (che per convenienza sono state tutte classificate come idruri) si osservano somiglianze dei valori con quelli degli atomi legati all'idrogeno, in particolare per l'acqua e il solfuro d'idrogeno. Spiccano però i valori dell'ammoniaca e della fosfina che paiono stranamente bassi. Anche per gli alogenuri le energie di ionizzazione sono inferiori rispetto a quelle dei loro atomi. Vi è invece significativo aumento per il metano, il silano e notevole per il borano. | H2O      | 12,621   |
| Per le seguenti molecole contenenti idrogeno (che per convenienza sono state tutte classificate come idruri) si osservano somiglianze dei valori con quelli degli atomi legati all'idrogeno, in particolare per l'acqua e il solfuro d'idrogeno. Spiccano però i valori dell'ammoniaca e della fosfina che paiono stranamente bassi. Anche per gli alogenuri le energie di ionizzazione sono inferiori rispetto a quelle dei loro atomi. Vi è invece significativo aumento per il metano, il silano e notevole per il borano. | NH3      | 10,070   |
| Per le seguenti molecole contenenti idrogeno (che per convenienza sono state tutte classificate come idruri) si osservano somiglianze dei valori con quelli degli atomi legati all'idrogeno, in particolare per l'acqua e il solfuro d'idrogeno. Spiccano però i valori dell'ammoniaca e della fosfina che paiono stranamente bassi. Anche per gli alogenuri le energie di ionizzazione sono inferiori rispetto a quelle dei loro atomi. Vi è invece significativo aumento per il metano, il silano e notevole per il borano. | CH4      | 12,61    |
| Per le seguenti molecole contenenti idrogeno (che per convenienza sono state tutte classificate come idruri) si osservano somiglianze dei valori con quelli degli atomi legati all'idrogeno, in particolare per l'acqua e il solfuro d'idrogeno. Spiccano però i valori dell'ammoniaca e della fosfina che paiono stranamente bassi. Anche per gli alogenuri le energie di ionizzazione sono inferiori rispetto a quelle dei loro atomi. Vi è invece significativo aumento per il metano, il silano e notevole per il borano. | BH3      | 12,026   |
| Per le seguenti molecole contenenti idrogeno (che per convenienza sono state tutte classificate come idruri) si osservano somiglianze dei valori con quelli degli atomi legati all'idrogeno, in particolare per l'acqua e il solfuro d'idrogeno. Spiccano però i valori dell'ammoniaca e della fosfina che paiono stranamente bassi. Anche per gli alogenuri le energie di ionizzazione sono inferiori rispetto a quelle dei loro atomi. Vi è invece significativo aumento per il metano, il silano e notevole per il borano. | HF       | 16,03    |
| Per le seguenti molecole contenenti idrogeno (che per convenienza sono state tutte classificate come idruri) si osservano somiglianze dei valori con quelli degli atomi legati all'idrogeno, in particolare per l'acqua e il solfuro d'idrogeno. Spiccano però i valori dell'ammoniaca e della fosfina che paiono stranamente bassi. Anche per gli alogenuri le energie di ionizzazione sono inferiori rispetto a quelle dei loro atomi. Vi è invece significativo aumento per il metano, il silano e notevole per il borano. | HCl      | 12,744   |
| Per le seguenti molecole contenenti idrogeno (che per convenienza sono state tutte classificate come idruri) si osservano somiglianze dei valori con quelli degli atomi legati all'idrogeno, in particolare per l'acqua e il solfuro d'idrogeno. Spiccano però i valori dell'ammoniaca e della fosfina che paiono stranamente bassi. Anche per gli alogenuri le energie di ionizzazione sono inferiori rispetto a quelle dei loro atomi. Vi è invece significativo aumento per il metano, il silano e notevole per il borano. | HBr      | 11,68    |
| Per le seguenti molecole contenenti idrogeno (che per convenienza sono state tutte classificate come idruri) si osservano somiglianze dei valori con quelli degli atomi legati all'idrogeno, in particolare per l'acqua e il solfuro d'idrogeno. Spiccano però i valori dell'ammoniaca e della fosfina che paiono stranamente bassi. Anche per gli alogenuri le energie di ionizzazione sono inferiori rispetto a quelle dei loro atomi. Vi è invece significativo aumento per il metano, il silano e notevole per il borano. | HI       | 10,386   |
| Per le seguenti molecole contenenti idrogeno (che per convenienza sono state tutte classificate come idruri) si osservano somiglianze dei valori con quelli degli atomi legati all'idrogeno, in particolare per l'acqua e il solfuro d'idrogeno. Spiccano però i valori dell'ammoniaca e della fosfina che paiono stranamente bassi. Anche per gli alogenuri le energie di ionizzazione sono inferiori rispetto a quelle dei loro atomi. Vi è invece significativo aumento per il metano, il silano e notevole per il borano. | SiH4     | 11,00    |
| Per le seguenti molecole contenenti idrogeno (che per convenienza sono state tutte classificate come idruri) si osservano somiglianze dei valori con quelli degli atomi legati all'idrogeno, in particolare per l'acqua e il solfuro d'idrogeno. Spiccano però i valori dell'ammoniaca e della fosfina che paiono stranamente bassi. Anche per gli alogenuri le energie di ionizzazione sono inferiori rispetto a quelle dei loro atomi. Vi è invece significativo aumento per il metano, il silano e notevole per il borano. | PH3      | 9,869    |
| Per le seguenti molecole contenenti idrogeno (che per convenienza sono state tutte classificate come idruri) si osservano somiglianze dei valori con quelli degli atomi legati all'idrogeno, in particolare per l'acqua e il solfuro d'idrogeno. Spiccano però i valori dell'ammoniaca e della fosfina che paiono stranamente bassi. Anche per gli alogenuri le energie di ionizzazione sono inferiori rispetto a quelle dei loro atomi. Vi è invece significativo aumento per il metano, il silano e notevole per il borano. | H2S      | 10,457   |
| Ossidi |          |          |
| Le energie di ionizzazione di CO e CO2 sono maggiori di quelle di entrambi gli atomi che le compongono. È vero il contrario per gli ossidi dell'azoto, soprattutto per NO e NO2 che presentano valori decisamente bassi. Per gli ossidi dello zolfo si hanno valori intermedi tra quelli degli atomi presenti nella molecola. | CO       | 14,014   |
| Le energie di ionizzazione di CO e CO2 sono maggiori di quelle di entrambi gli atomi che le compongono. È vero il contrario per gli ossidi dell'azoto, soprattutto per NO e NO2 che presentano valori decisamente bassi. Per gli ossidi dello zolfo si hanno valori intermedi tra quelli degli atomi presenti nella molecola. | CO2      | 13,777   |
| Le energie di ionizzazione di CO e CO2 sono maggiori di quelle di entrambi gli atomi che le compongono. È vero il contrario per gli ossidi dell'azoto, soprattutto per NO e NO2 che presentano valori decisamente bassi. Per gli ossidi dello zolfo si hanno valori intermedi tra quelli degli atomi presenti nella molecola. | NO       | 9,2642   |
| Le energie di ionizzazione di CO e CO2 sono maggiori di quelle di entrambi gli atomi che le compongono. È vero il contrario per gli ossidi dell'azoto, soprattutto per NO e NO2 che presentano valori decisamente bassi. Per gli ossidi dello zolfo si hanno valori intermedi tra quelli degli atomi presenti nella molecola. | NO2      | 9,586    |
| Le energie di ionizzazione di CO e CO2 sono maggiori di quelle di entrambi gli atomi che le compongono. È vero il contrario per gli ossidi dell'azoto, soprattutto per NO e NO2 che presentano valori decisamente bassi. Per gli ossidi dello zolfo si hanno valori intermedi tra quelli degli atomi presenti nella molecola. | N2O      | 12,889   |
| Le energie di ionizzazione di CO e CO2 sono maggiori di quelle di entrambi gli atomi che le compongono. È vero il contrario per gli ossidi dell'azoto, soprattutto per NO e NO2 che presentano valori decisamente bassi. Per gli ossidi dello zolfo si hanno valori intermedi tra quelli degli atomi presenti nella molecola. | SO2      | 12,349   |
| Le energie di ionizzazione di CO e CO2 sono maggiori di quelle di entrambi gli atomi che le compongono. È vero il contrario per gli ossidi dell'azoto, soprattutto per NO e NO2 che presentano valori decisamente bassi. Per gli ossidi dello zolfo si hanno valori intermedi tra quelli degli atomi presenti nella molecola. | SO3      | 12,80    |
| Alogenuri |          |          |
| Per gli alogenuri di boro e alluminio le energie di ionizzazione sono quasi prossime a quelle dei rispettivi alogeni atomici, anche se in tutti i casi sono inferiori. Vale lo stesso per gli alogenuri di carbonio e silicio. In analogia con quanto avviene nell'ammoniaca, anche per gli alogenuri di azoto si hanno valori di I1 relativamente bassi. Per quelli di fosforo e zolfo vi è notevole differenza passando dalle molecole in cui la coordinazione dell'atomo centrale è bassa (PF3 e SF4) a quelle in cui è più alta (PF5 e SF6). Per le prime l'energia di ionizzazione ricorda quella dell'atomo centrale, per le seconde è sensibilmente maggiore e si approssima a quella degli alogenuri di boro e alluminio. | BF3      | 15,94    |
| Per gli alogenuri di boro e alluminio le energie di ionizzazione sono quasi prossime a quelle dei rispettivi alogeni atomici, anche se in tutti i casi sono inferiori. Vale lo stesso per gli alogenuri di carbonio e silicio. In analogia con quanto avviene nell'ammoniaca, anche per gli alogenuri di azoto si hanno valori di I1 relativamente bassi. Per quelli di fosforo e zolfo vi è notevole differenza passando dalle molecole in cui la coordinazione dell'atomo centrale è bassa (PF3 e SF4) a quelle in cui è più alta (PF5 e SF6). Per le prime l'energia di ionizzazione ricorda quella dell'atomo centrale, per le seconde è sensibilmente maggiore e si approssima a quella degli alogenuri di boro e alluminio. | BCl3     | 11,64    |
| Per gli alogenuri di boro e alluminio le energie di ionizzazione sono quasi prossime a quelle dei rispettivi alogeni atomici, anche se in tutti i casi sono inferiori. Vale lo stesso per gli alogenuri di carbonio e silicio. In analogia con quanto avviene nell'ammoniaca, anche per gli alogenuri di azoto si hanno valori di I1 relativamente bassi. Per quelli di fosforo e zolfo vi è notevole differenza passando dalle molecole in cui la coordinazione dell'atomo centrale è bassa (PF3 e SF4) a quelle in cui è più alta (PF5 e SF6). Per le prime l'energia di ionizzazione ricorda quella dell'atomo centrale, per le seconde è sensibilmente maggiore e si approssima a quella degli alogenuri di boro e alluminio. | BBr3     | 10,51    |
| Per gli alogenuri di boro e alluminio le energie di ionizzazione sono quasi prossime a quelle dei rispettivi alogeni atomici, anche se in tutti i casi sono inferiori. Vale lo stesso per gli alogenuri di carbonio e silicio. In analogia con quanto avviene nell'ammoniaca, anche per gli alogenuri di azoto si hanno valori di I1 relativamente bassi. Per quelli di fosforo e zolfo vi è notevole differenza passando dalle molecole in cui la coordinazione dell'atomo centrale è bassa (PF3 e SF4) a quelle in cui è più alta (PF5 e SF6). Per le prime l'energia di ionizzazione ricorda quella dell'atomo centrale, per le seconde è sensibilmente maggiore e si approssima a quella degli alogenuri di boro e alluminio. | CF4      | 16,2     |
| Per gli alogenuri di boro e alluminio le energie di ionizzazione sono quasi prossime a quelle dei rispettivi alogeni atomici, anche se in tutti i casi sono inferiori. Vale lo stesso per gli alogenuri di carbonio e silicio. In analogia con quanto avviene nell'ammoniaca, anche per gli alogenuri di azoto si hanno valori di I1 relativamente bassi. Per quelli di fosforo e zolfo vi è notevole differenza passando dalle molecole in cui la coordinazione dell'atomo centrale è bassa (PF3 e SF4) a quelle in cui è più alta (PF5 e SF6). Per le prime l'energia di ionizzazione ricorda quella dell'atomo centrale, per le seconde è sensibilmente maggiore e si approssima a quella degli alogenuri di boro e alluminio. | CCl4     | 11,47    |
| Per gli alogenuri di boro e alluminio le energie di ionizzazione sono quasi prossime a quelle dei rispettivi alogeni atomici, anche se in tutti i casi sono inferiori. Vale lo stesso per gli alogenuri di carbonio e silicio. In analogia con quanto avviene nell'ammoniaca, anche per gli alogenuri di azoto si hanno valori di I1 relativamente bassi. Per quelli di fosforo e zolfo vi è notevole differenza passando dalle molecole in cui la coordinazione dell'atomo centrale è bassa (PF3 e SF4) a quelle in cui è più alta (PF5 e SF6). Per le prime l'energia di ionizzazione ricorda quella dell'atomo centrale, per le seconde è sensibilmente maggiore e si approssima a quella degli alogenuri di boro e alluminio. | NF3      | 12,94    |
| Per gli alogenuri di boro e alluminio le energie di ionizzazione sono quasi prossime a quelle dei rispettivi alogeni atomici, anche se in tutti i casi sono inferiori. Vale lo stesso per gli alogenuri di carbonio e silicio. In analogia con quanto avviene nell'ammoniaca, anche per gli alogenuri di azoto si hanno valori di I1 relativamente bassi. Per quelli di fosforo e zolfo vi è notevole differenza passando dalle molecole in cui la coordinazione dell'atomo centrale è bassa (PF3 e SF4) a quelle in cui è più alta (PF5 e SF6). Per le prime l'energia di ionizzazione ricorda quella dell'atomo centrale, per le seconde è sensibilmente maggiore e si approssima a quella degli alogenuri di boro e alluminio. | NCl3     | 10,1     |
| Per gli alogenuri di boro e alluminio le energie di ionizzazione sono quasi prossime a quelle dei rispettivi alogeni atomici, anche se in tutti i casi sono inferiori. Vale lo stesso per gli alogenuri di carbonio e silicio. In analogia con quanto avviene nell'ammoniaca, anche per gli alogenuri di azoto si hanno valori di I1 relativamente bassi. Per quelli di fosforo e zolfo vi è notevole differenza passando dalle molecole in cui la coordinazione dell'atomo centrale è bassa (PF3 e SF4) a quelle in cui è più alta (PF5 e SF6). Per le prime l'energia di ionizzazione ricorda quella dell'atomo centrale, per le seconde è sensibilmente maggiore e si approssima a quella degli alogenuri di boro e alluminio. | AlF3     | 15,45    |
| Per gli alogenuri di boro e alluminio le energie di ionizzazione sono quasi prossime a quelle dei rispettivi alogeni atomici, anche se in tutti i casi sono inferiori. Vale lo stesso per gli alogenuri di carbonio e silicio. In analogia con quanto avviene nell'ammoniaca, anche per gli alogenuri di azoto si hanno valori di I1 relativamente bassi. Per quelli di fosforo e zolfo vi è notevole differenza passando dalle molecole in cui la coordinazione dell'atomo centrale è bassa (PF3 e SF4) a quelle in cui è più alta (PF5 e SF6). Per le prime l'energia di ionizzazione ricorda quella dell'atomo centrale, per le seconde è sensibilmente maggiore e si approssima a quella degli alogenuri di boro e alluminio. | AlCl3    | 12,01    |
| Per gli alogenuri di boro e alluminio le energie di ionizzazione sono quasi prossime a quelle dei rispettivi alogeni atomici, anche se in tutti i casi sono inferiori. Vale lo stesso per gli alogenuri di carbonio e silicio. In analogia con quanto avviene nell'ammoniaca, anche per gli alogenuri di azoto si hanno valori di I1 relativamente bassi. Per quelli di fosforo e zolfo vi è notevole differenza passando dalle molecole in cui la coordinazione dell'atomo centrale è bassa (PF3 e SF4) a quelle in cui è più alta (PF5 e SF6). Per le prime l'energia di ionizzazione ricorda quella dell'atomo centrale, per le seconde è sensibilmente maggiore e si approssima a quella degli alogenuri di boro e alluminio. | SiF4     | 15,24    |
| Per gli alogenuri di boro e alluminio le energie di ionizzazione sono quasi prossime a quelle dei rispettivi alogeni atomici, anche se in tutti i casi sono inferiori. Vale lo stesso per gli alogenuri di carbonio e silicio. In analogia con quanto avviene nell'ammoniaca, anche per gli alogenuri di azoto si hanno valori di I1 relativamente bassi. Per quelli di fosforo e zolfo vi è notevole differenza passando dalle molecole in cui la coordinazione dell'atomo centrale è bassa (PF3 e SF4) a quelle in cui è più alta (PF5 e SF6). Per le prime l'energia di ionizzazione ricorda quella dell'atomo centrale, per le seconde è sensibilmente maggiore e si approssima a quella degli alogenuri di boro e alluminio. | PF3      | 11,38    |
| Per gli alogenuri di boro e alluminio le energie di ionizzazione sono quasi prossime a quelle dei rispettivi alogeni atomici, anche se in tutti i casi sono inferiori. Vale lo stesso per gli alogenuri di carbonio e silicio. In analogia con quanto avviene nell'ammoniaca, anche per gli alogenuri di azoto si hanno valori di I1 relativamente bassi. Per quelli di fosforo e zolfo vi è notevole differenza passando dalle molecole in cui la coordinazione dell'atomo centrale è bassa (PF3 e SF4) a quelle in cui è più alta (PF5 e SF6). Per le prime l'energia di ionizzazione ricorda quella dell'atomo centrale, per le seconde è sensibilmente maggiore e si approssima a quella degli alogenuri di boro e alluminio. | PF5      | 15,54    |
| Per gli alogenuri di boro e alluminio le energie di ionizzazione sono quasi prossime a quelle dei rispettivi alogeni atomici, anche se in tutti i casi sono inferiori. Vale lo stesso per gli alogenuri di carbonio e silicio. In analogia con quanto avviene nell'ammoniaca, anche per gli alogenuri di azoto si hanno valori di I1 relativamente bassi. Per quelli di fosforo e zolfo vi è notevole differenza passando dalle molecole in cui la coordinazione dell'atomo centrale è bassa (PF3 e SF4) a quelle in cui è più alta (PF5 e SF6). Per le prime l'energia di ionizzazione ricorda quella dell'atomo centrale, per le seconde è sensibilmente maggiore e si approssima a quella degli alogenuri di boro e alluminio. | SF4      | 12,0     |
| Per gli alogenuri di boro e alluminio le energie di ionizzazione sono quasi prossime a quelle dei rispettivi alogeni atomici, anche se in tutti i casi sono inferiori. Vale lo stesso per gli alogenuri di carbonio e silicio. In analogia con quanto avviene nell'ammoniaca, anche per gli alogenuri di azoto si hanno valori di I1 relativamente bassi. Per quelli di fosforo e zolfo vi è notevole differenza passando dalle molecole in cui la coordinazione dell'atomo centrale è bassa (PF3 e SF4) a quelle in cui è più alta (PF5 e SF6). Per le prime l'energia di ionizzazione ricorda quella dell'atomo centrale, per le seconde è sensibilmente maggiore e si approssima a quella degli alogenuri di boro e alluminio. | SF6      | 15,32    |
| Altre molecole |          |          |
| Si riportano altri valori a titolo di curiosità. | O3       | 12,53    |
| Si riportano altri valori a titolo di curiosità. | H2O2     | 10,58    |
| Si riportano altri valori a titolo di curiosità. | OH       | 13,017   |
| Si riportano altri valori a titolo di curiosità. | N2H4     | 8,1      |
| Si riportano altri valori a titolo di curiosità. | HCN      | 13,60    |
| Si riportano altri valori a titolo di curiosità. | C2N2     | 13,37    |
| Si riportano altri valori a titolo di curiosità. | HNO3     | 11,95    |
| Si riportano altri valori a titolo di curiosità. | H2SO4    | 12,40    |
| Si riportano altri valori a titolo di curiosità. | C2H2     | 11,400   |
| Si riportano altri valori a titolo di curiosità. | C2H4     | 10,5138  |
| Si riportano altri valori a titolo di curiosità. | C2H6     | 11,52    |
| Si riportano altri valori a titolo di curiosità. | C6H6     | 9,24378  |

### Interpretazione teorica
Come per gli atomi, anche per le molecole lo strumento di interpretazione teorica più conveniente è l'approssimazione orbitalica. Ci si muoverà quindi nell'ambito della teoria MO-LCAO e si farà nuovamente ricorso al teorema di Koopmans. Anche in questo caso l'accordo quantitativo con i dati sperimentali non è eccelso, ma comunque accettabile.

Riportiamo di seguito una tabella che permette di dare un'idea del grado di affidabilità dei calcoli Hartree-Fock.
| Molecola | I1 calcolata (eV) | Errore % |
| -------- | ----------------- | -------- |
| H2       | 16,2964           | +5,67    |
| N2       | 16,8743           | +8,30    |
| Cl2      | 12,1970           | +6,24    |
| H2O      | 13,5570           | +7,42    |
| NH3      | 11,4244           | +13,45   |
| CH4      | 14,8618           | +17,86   |
| HF       | 17,1203           | +6,81    |
| CO       | 14,8552           | +6,00    |
| CO2      | 14,6928           | +6,65    |
| BF3      | 17,6773           | +10,90   |
| PF3      | 12,4887           | +9,74    |
| PF5      | 17,7764           | +14,39   |

In questi calcoli si è impiegato il basis-set 6-31G*.

Si può notare che in tutti i casi si sovrastima l'energia di ionizzazione, il motivo di questo andamento viene (verrà) illustrato nella pagina dedicata al teorema di Koopmans.
Interessante è l'analisi qualitativa dei dati, che può essere eseguita limitandoci a studiare le configurazioni elettroniche delle molecole e in particolare porgendo la nostra attenzione all'orbitale occupato a maggior energia, che viene chiamato HOMO (highest occupied molecular orbital).
Le configurazioni elettroniche sono in grado di offrire una giustificazione lineare delle differenze di I1 tra le molecole diatomiche omonucleri e i rispettivi atomi. In tutti i casi in cui l'HOMO è un orbitale di legame (H2, N2, C2, P2) l'energia di ionizzazione della molecola è superiore a quella dell'atomo. Per gli alogeni e per l'ossigeno, in cui l'HOMO è un orbitale di antilegame sarà più facile ionizzare le molecole rispetto agli atomi. Considerazioni analoghe si possono fare per le molecole diatomiche eteronucleari NO e CO. L'elettrone spaiato del monossido di azoto occupa un orbitale di antilegame, per questo motivo sarà relativamente facile ionizzarlo. Mentre per il monossido di carbonio, isoelettronico con N2 e NO+, l'HOMO è a minor energia degli orbitali atomici sia del carbonio che dell'ossigeno.
Consideriamo ora gli alogenuri di idrogeno. Nell'ottica LCAO l'orbitale legante è una combinazione lineare dell'1s dell'idrogeno con l'orbitale npz dell'alogeno. Questo non è però l'HOMO, a più alta energia vi sono due orbitali di non legame, degeneri, sostanzialmente si tratta degli orbitali npx e npy dell'alogeno. La loro energia è però maggiore rispetto agli orbitali atomici e lo si può apprezzare nella seguente tabellina, dove vengono riportate le differenze di I1 tra X e HX:
F: 1,39282 eV
Cl: 0,22364 eV
Br: 0,13381 eV
I: 0,06526 eV
Questo andamento può essere interpretato facendo ricorso a un grossolano modello elettrostatico. L'atomo più elettronegativo, il fluoro, attirerà a sé la gran parte della densità elettronica della molecola, ciò comporterà un aumento delle repulsioni interelettroniche rispetto all'atomo isolato e farà aumentare l'energia degli orbitali 2px e 2pz. Negli altri alogenuri d'idrogeno questo fenomeno sarà molto più sfumato, sia perché la polarizzazione della molecola diminuisce scendendo nel gruppo, sia perché le dimensioni maggiori degli atomi permettono la diluizione delle repulsioni.

Un comportamento analogo si osserva in tutti i casi di alogenuri in cui l'HOMO è una combinazione lineare degli orbitali atomici dell'alogeno.
Per le molecole poliatomiche la simmetria gioca un ruolo decisivo nella struttura elettronica, delineando la disposizione degli orbitali molecolari. La descrizione di tali sistemi fa quindi ampio uso della teoria dei gruppi e in particolare risulta molto utile l'impiego del metodo SALC. Qui ci limitiamo a riportare le configurazioni elettroniche di molecole significative, che come al solito saranno la base delle nostre argomentazioni.
| Molecola | Gruppo puntuale | Configurazione elettronica |
| -------- | --------------- | -------------------------- |
| H2O      | C2v             | 1a21 2a21 1b2 3a21 1b21    |
| NH3      | C3v             | 1a21 2a21 1e4 3a21         |
| CH4      | Td              | 1a21 2a21 1t62             |
| BH3      | D3h             | 1a21 2a21 1e'42            |

Si nota che per il metano gli HOMO sono i tre orbitali degeneri 1t2, sono di orbitali di legame, la sua energia di ionizzazione è relativamente alta per questo motivo. In H2O e NH3 gli HOMO sono invece orbitali di non legame, in entrambi i casi si tratta principalmente degli orbitali 2p dell'atomo centrale. Il borano ha due elettroni in meno delle molecole citate sopra, i suoi HOMO sono gli orbitali degeneri 1e in cui il contributo degli orbitali dell'idrogeno è notevole, per questo BH3 ha una I1 non riconducibile all'atomo di boro.

I dettagli quantitativi, come la scarsa I1 per l'ammoniaca, si possono apprezzare solo eseguendo i calcoli. Ci si accorge però che basta osservare le strutture di Lewis delle relative molecole per avanzare stime ragionevoli di carattere qualitativo. L'HOMO potrà essere riconosciuto negli orbitali occupati dai doppietti di non legame, qualora vi siano. In quei casi ci si aspetterà che l'energia di ionizzazione della molecola sia prossima a quella dell'atomo a cui appartengono questi doppietti. Questo grezzo modo di ragionare si presta bene all'interpretazione dei dati degli alogenuri. Per AlX3, BX3, CX4, SiX4, PX5 e SF6 non vi sono doppietti di non legame sull'atomo centrale, l'HOMO è una combinazione lineare degli orbitali degli alogeni, infatti le I1 sono prossime a quelle dell'atomo X. Nei casi in cui vi sono doppietti di non legame sull'atomo centrale, NX3, PX3, SF4, i valori delle I1 sono sensibilmente più bassi perché l'HOMO sarà sostanzialmente un orbitale dell'atomo centrale. Ovviamente questa può essere una guida indicativa per riconoscere approssimativamente l'ordine di grandezza delle energie di ionizzazione, ma non potrà certo coglierne i dettagli quantitativi.

## Solidi
Il termine energia di ionizzazione viene riservato alle specie chimiche in fase gassosa. Per i solidi si è soliti parlare di lavoro di estrazione.
 La misura e l'interpretazione dei dati relativi alla ionizzazione dei metalli attraverso radiazione elettromagnetica, effetto fotoelettrico, fu oggetto di studi intensi a cavallo dei secoli XIX e XX. Fu Einstein nel 1905 a offrire l'interpretazione teorica corretta del fenomeno prendendo spunto dal lavoro di Max Planck sul corpo nero.